# Sh2-309
Sh2-309 est une nébuleuse en émission visible dans la constellation de la Poupe.
Elle est située dans la partie nord-ouest de la constellation, à environ 11° ESE de Sirius, l'étoile la plus brillante du ciel nocturne. Elle apparaît comme un nuage circulaire et plutôt faible, des instruments puissants et des filtres spéciaux sont nécessaires pour la détecter. La meilleure période pour l'observer dans le ciel du soir se situe entre décembre et avril et sa déclinaison méridionale la rend plus facile à observer depuis les régions du sud.
Il s’agit d’une région H II située à l’extrémité la plus méridionale et la plus chaude d’une grande superbulle connue sous le nom de GS234-02. Cette structure aurait pris naissance à la suite de l'explosion de plusieurs dizaines de supernovae, favorisant les phénomènes de formation d'étoiles dans les nuages moléculaires accumulés sur ses bords. L'ioniseur principal des gaz du nuage pourrait être SLS 499, parfois appelée géante bleue de classe spectrale O9III et parfois étoile bleue de la séquence principale de classe O9V, selon les estimations. La distance de l'étoile, cependant, est indiquée dans certaines études comme étant de seulement environ 3 200 pc (∼10 400 al), comparé aux 4200 parsecs (13700 années-lumière) estimées pour la nébuleuse et le complexe GS234-02.